# Sint-Dionysiuskerk (Rhens)
De Sint-Dionysiuskerk (Duits: St. Dionysiuskirche) is een katholiek kerkgebouw in Rhens, Rijnland-Palts. Het monument behoort sinds 2002 tot het UNESCO-werelderfgoed Bovenloop van het Midden-Rijndal.

## Geschiedenis

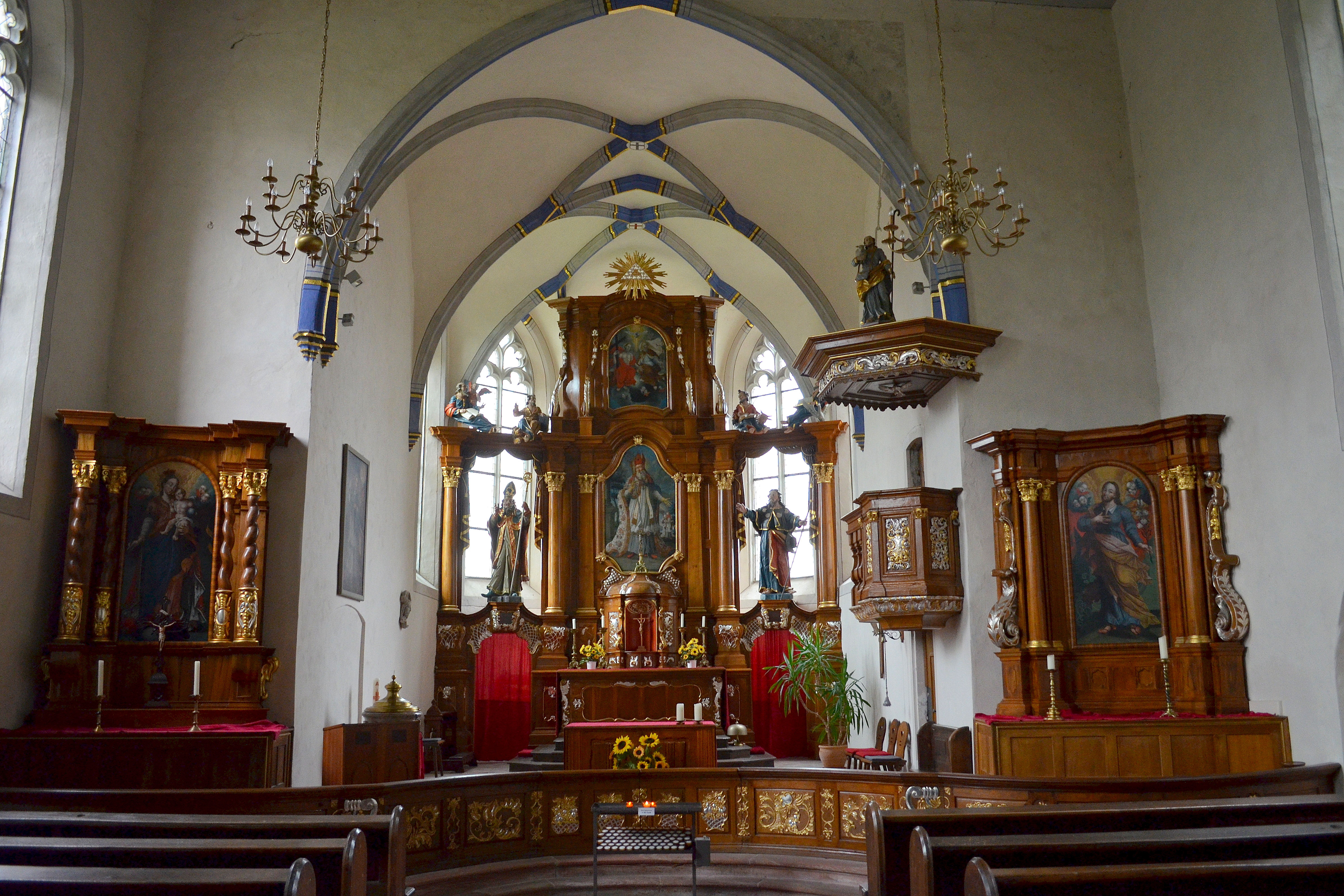
Rhens, Sint-Dionysiuskerk, overzicht interieur

De aan de heilige Dionysius gewijde kerk ligt zuidelijk van de stad op een heuvel aan de Mainzer Straße en wordt sinds de bouw van de nieuwe parochiekerk Sint-Theresia in de jaren 1906-1908 tegenwoordig als kerkhofkapel gebruikt. Voor het eerst werd de kerk genoemd in het jaar 873, maar of dat kerkgebouw op dezelfde plaats stond is ondanks sterke aanwijzingen niet helemaal zeker.

## Architectuur
Het oudste deel van de kerk is de laatromaanse toren uit de vroege 13e eeuw, bestaande uit bruchstein met klaverbladblindnissen en rombische afsluiting. Niet exact dateerbaar, maar waarschijnlijk in de loop van de 16e eeuw ontstaan, zijn het laatgotische kerkschip en het koor. Het koor is voorzien van een netgewelf en het kerkschip van een recenter houten cassettenplafond. De houten galerij stamt uit de periode tussen 1520 en 1629, toen de kerk tijdelijk een protestants gebouw was.
Het  barokke interieur uit het midden van de 18e eeuw met het hoogaltaar en de kansel getuigt van de terugkeer van het katholicisme in het kerkgebouw.
De Dionysiuskerk werd in de jaren 1987-1996 zowel van binnen als buiten gerenoveerd.
De muur van het kerkhof heeft een kruiswegstatie met reliëfs uit de jaren 1950. Aan de straat staat bij de toegang van de kerk een barokke kapel met een barok beeld van de Moeder Gods. Op het kerkhof bevindt zich een oorlogsmonument van een op een sarcofaag liggende soldaat.

## Afbeeldingen

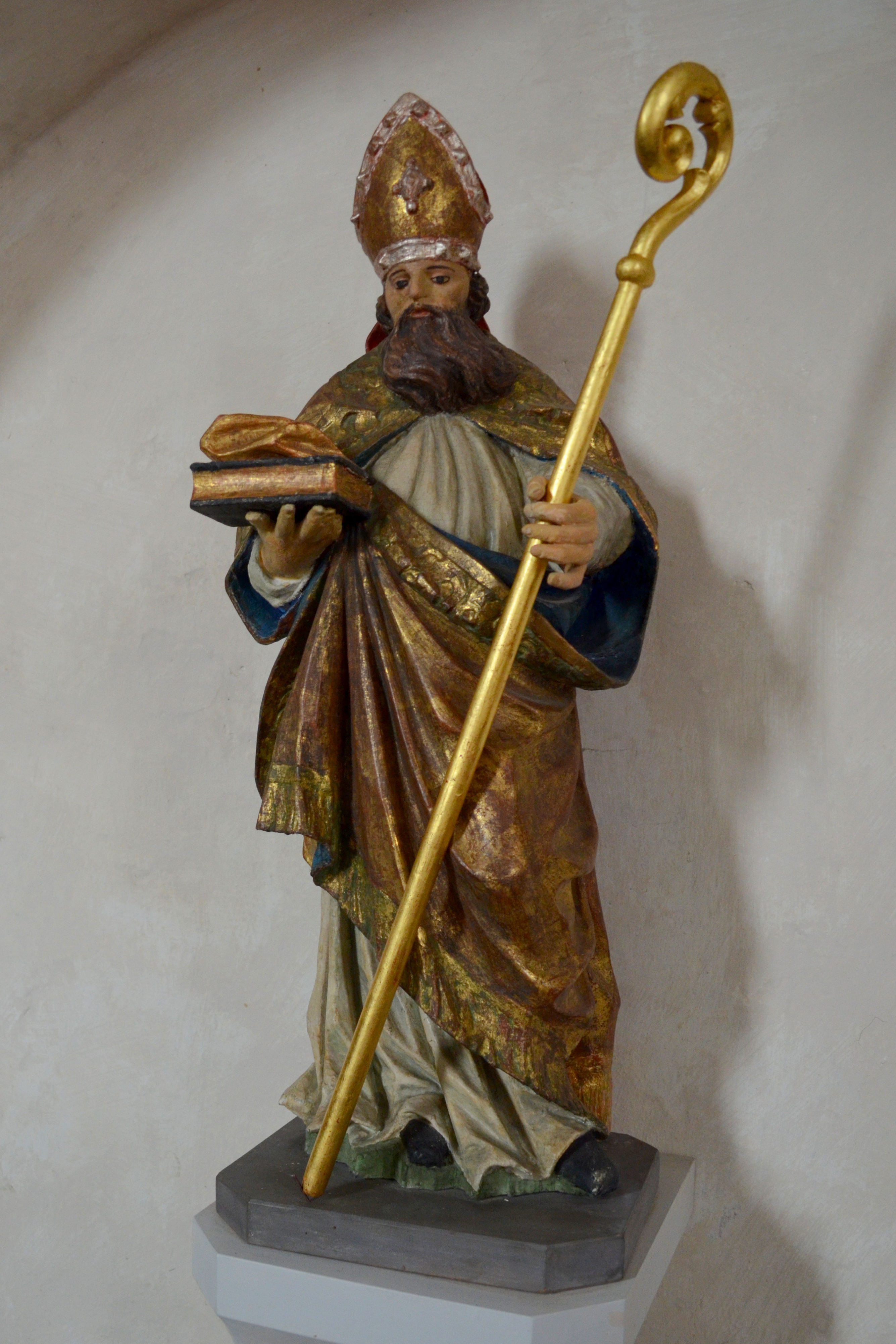
beeld schutspatroon
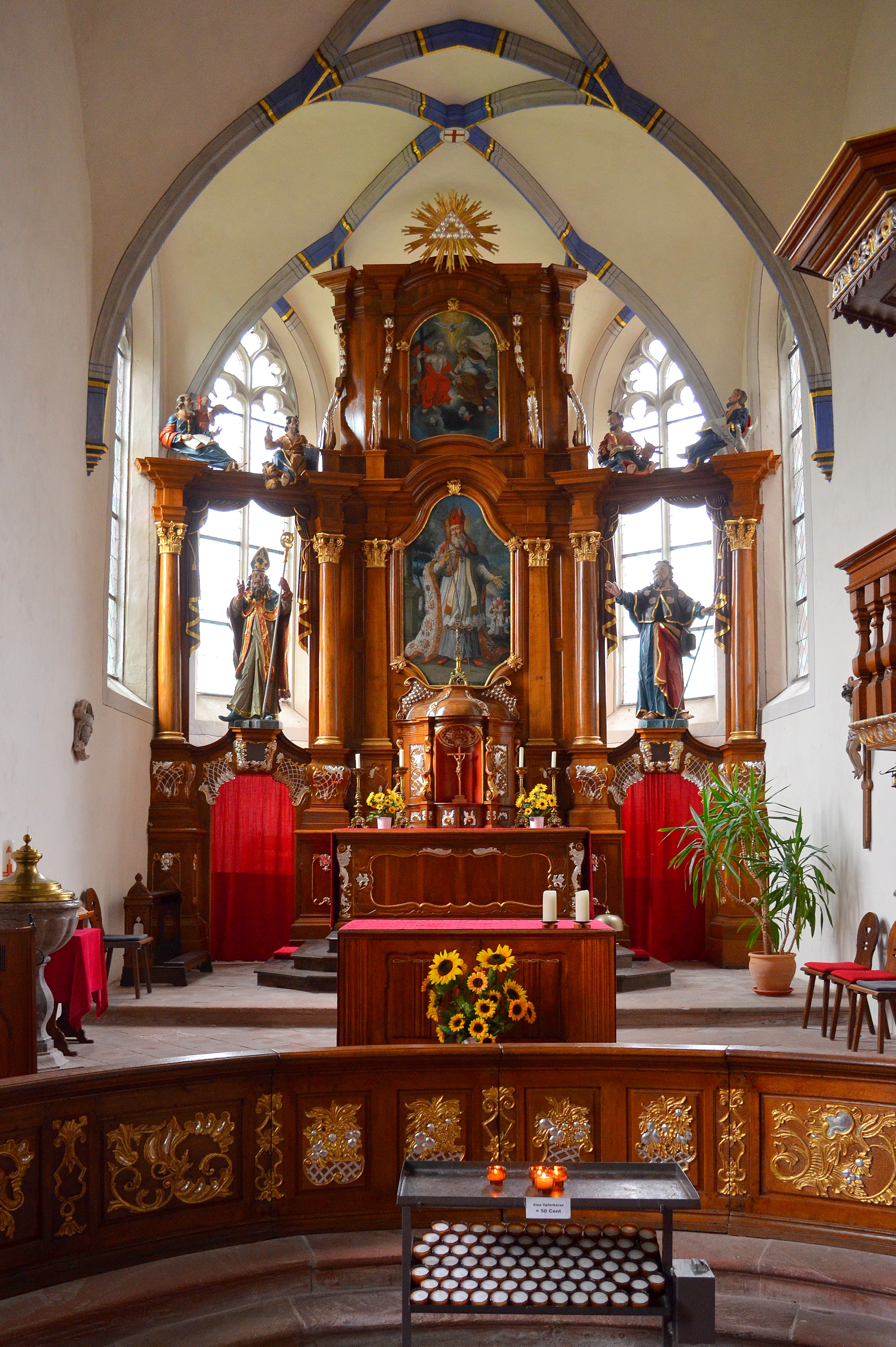
hoofdaltaar
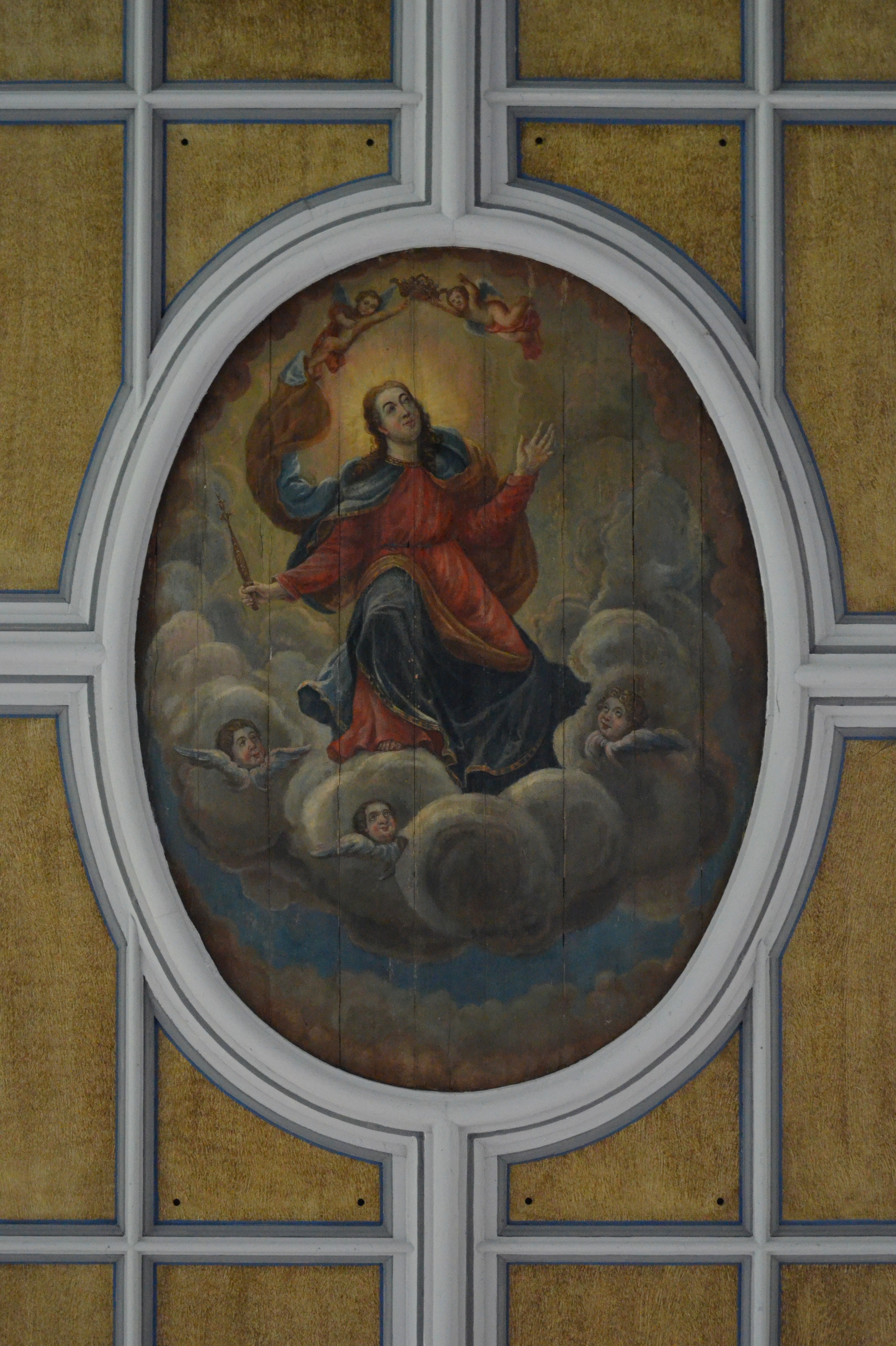
Plafondschildering
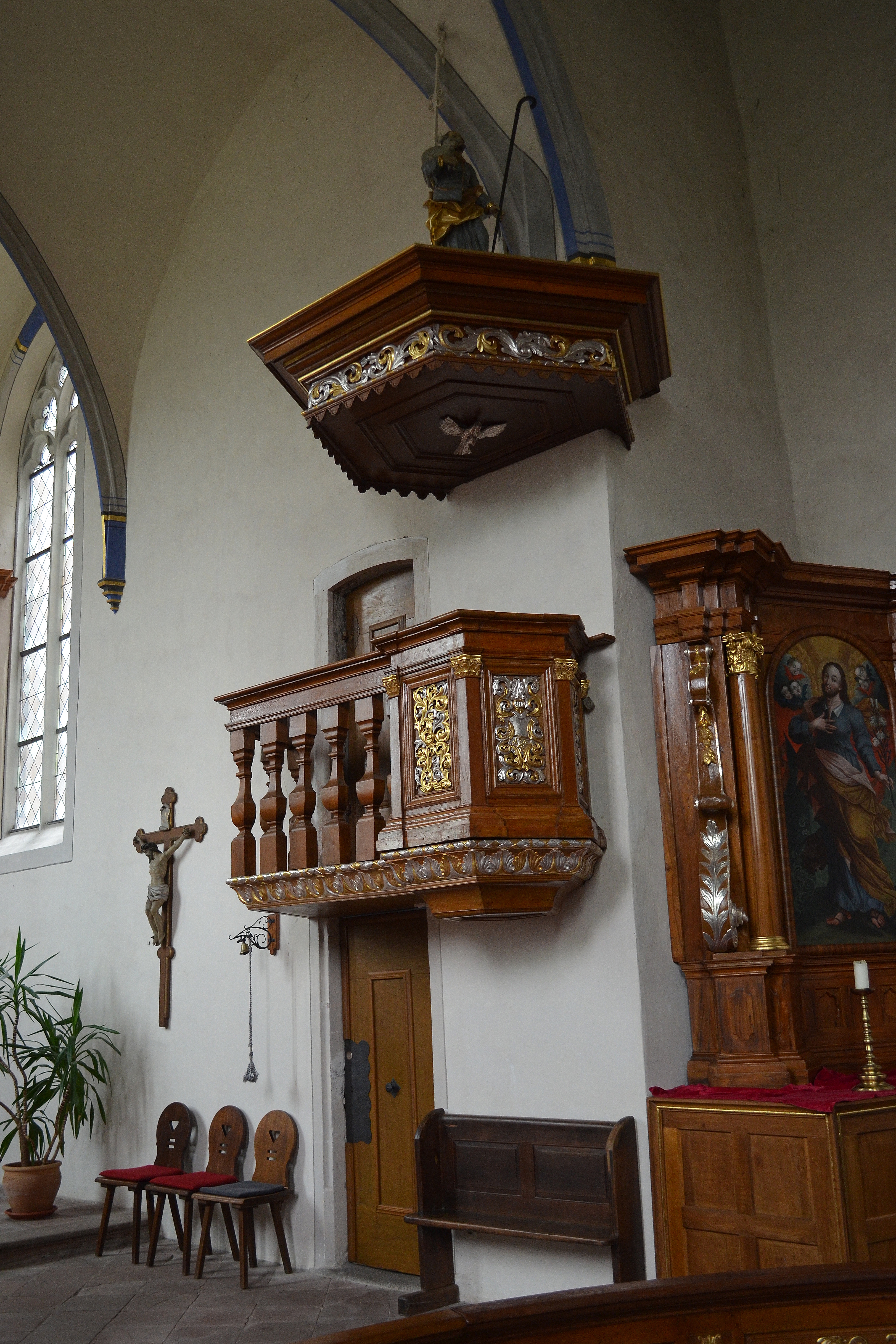
Kansel
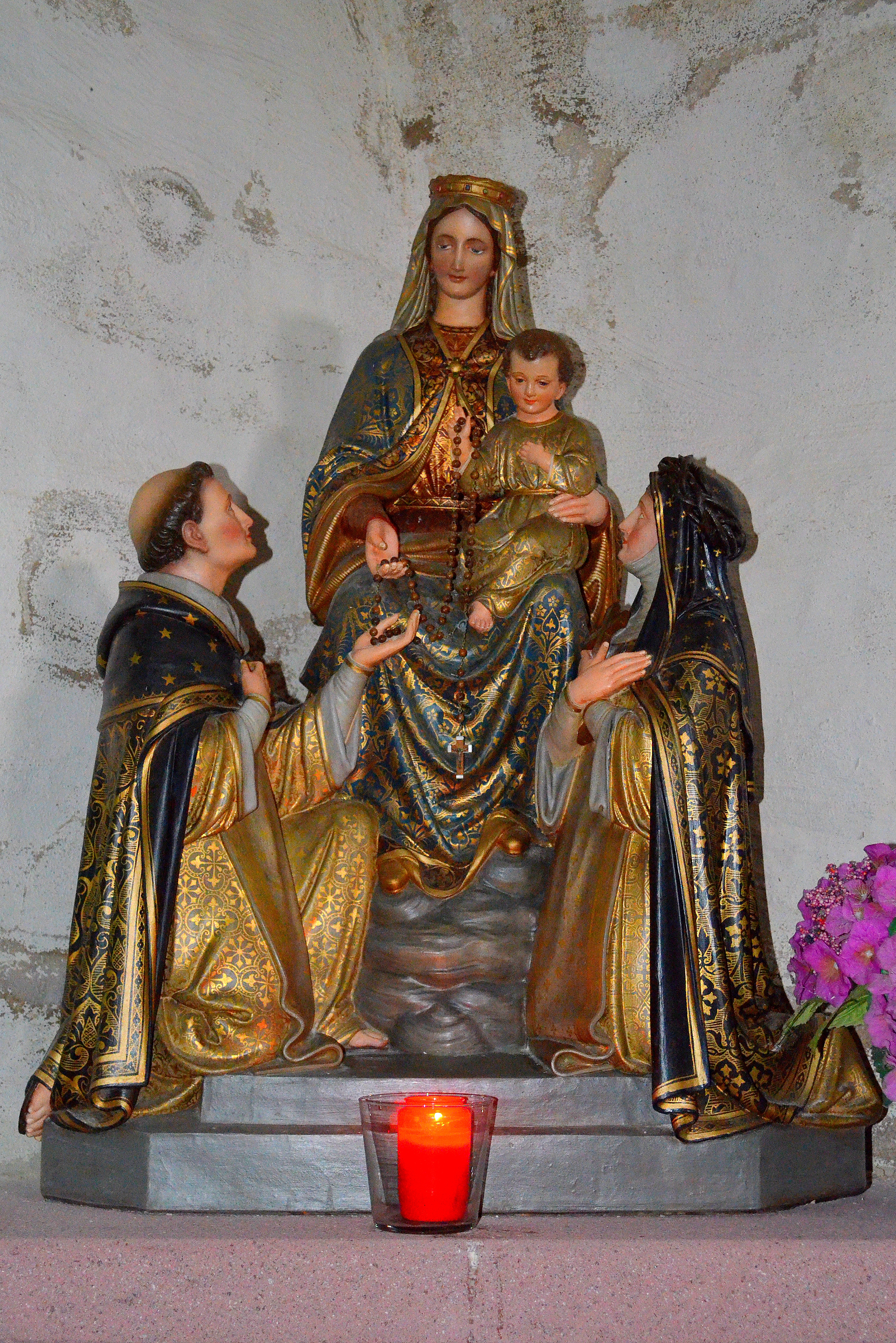
Neogotische beeldengroep